# Friedrich Palitzsch

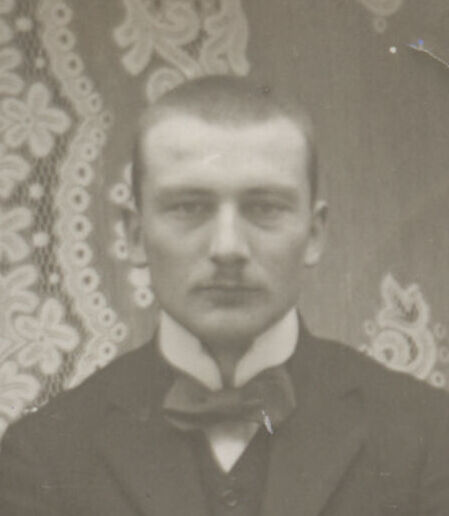
Friedrich Palitzsch (1911)

Friedrich Martin Palitzsch (* 25. Oktober 1889 in Dresden; † 2. April 1932 in Dresden) war ein deutscher Schachkomponist, Theoretiker und Redakteur auf dem Gebiet des Schachs.

## Schachkomposition
Friedrich Palitzsch war ein Theoretiker der Logischen Schule (auch Neudeutsche Schule genannt). Sein Aufsatz Die Ablenkung, das Element der indirekten Kombination erlangte grundlegende Bedeutung. In ihm unterteilte er die Lenkung schwarzer Figuren (indirekte Manöver) in zwei Grundtypen: Hinlenkung und Ablenkung.
Ab 1918 untersuchte er systematisch seine Dresdner Idee, die seither fester Bestandteil der Logischen Schule ist:
Im Probespiel kann eine schwarze Figur (oder Bauer) eine Drohung parieren. Durch Hin- oder Ablenkung einer Figur wird diese Parade ausgeschaltet, dafür aber gleichzeitig eine analoge Parade einer anderen Figur ermöglicht (Ersatzverteidiger). Mit dieser neuen Parade erfolgt eine Schädigung von Schwarz, die Zweck der ganzen Kombination ist.
Mit Rudolf Leopold, Gerhard Kaiser und Hans Vetter stand Palitzsch im Dresdner Verein im Gedankenaustausch. Eine spezielle Form des Dresdners, der Palitzsch-Dresdner, verewigte sein Wirken auf diesem Gebiet.
|   | a | b | c | d | e | f | g | h |   |
| 8 |   |   |   |   |   |   |   |   | 8 |
| 7 |   |   |   |   |   |   |   |   | 7 |
| 6 |   |   |   |   |   |   |   |   | 6 |
| 5 |   |   |   |   |   |   |   |   | 5 |
| 4 |   |   |   |   |   |   |   |   | 4 |
| 3 |   |   |   |   |   |   |   |   | 3 |
| 2 |   |   |   |   |   |   |   |   | 2 |
| 1 |   |   |   |   |   |   |   |   | 1 |
|   | a | b | c | d | e | f | g | h |   |

Lösung:

Probespiel:

1. a6–a7? (droht 2. Dc4–a6 matt) scheitert an Le4xd3.

Vorplan:

1. Th5–h1! (droht 2. Th1–a1 matt) Le4xh1 mit Ablenkung der Figur aus dem Probespiel.

Hauptplan:

2. a6–a7 Te2–e6 Der Turm übernimmt die Deckungsaufgabe des Läufers.

3. Dc4–a2 matt

Ein Dresdner, in dem der Ersatzverteidiger erst im Hauptplan aktiv wird, ist ein Palitzsch-Dresdner, das Gegenstück ist der Brunner-Dresdner.

## Turnierschach
In regionalen Turnieren erzielte Palitzsch einige Erfolge. Zum 4. Kongress des Sächsischen Schachbundes 1910 in Greiz wurde er im Hauptturnier 1B Zweiter, ein Jahr später zum 5. Kongress in Falkenstein/Vogtl. belegte er im Hauptturnier 1A hinter Max Blümich Platz 2–3. 1912 zum 6. Kongress in Meißen wurde er Dritter. Als geteilter Sieger im Meisterschaftsturnier zum 10. Kongress 1922 in Mittweida wurde ihm der Titel Sächsischer Meister zuerkannt. Weitere Platzierungen im Meisterturnier zum 13. Kongress 1925 in Chemnitz 5.–6., zum 14. Kongress 1926 in Dresden 3.–4., zum 15. Kongress 1927 in Bad Schandau 12.–13.
1930 belegte er im Meisterturnier um die Meisterschaft von Mitteldeutschland zum 18. Kongress des Sächsischen Schachbundes in Zwickau hinter Karl Helling und Salo Flohr gemeinsam mit Max Blümich, Jacques Mieses und Karl Gilg Platz 3 bis 6 und war Meister von Sachsen 1930.

## Redakteur
Palitzsch redigierte eine Schachspalte im Dresdner Anzeiger. Am 8. Januar 1922 gründete er mit seinem Dreizüger als Urdruck Nr. 1 die Schachecke im Pirnaer Anzeiger, übergab deren Redaktion 1924 jedoch an Rudolf Leopold. Von 1922 bis 1931 war Palitzsch Redakteur der Deutschen Schachzeitung.

## Privat
Palitzsch war promovierter Arzt in Dresden. Er war der Bruder des Dresdner und sächsischen Landespolizeipräsidenten Johannes Palitzsch, der in der gleichen Grabstätte auf dem Urnenhain Tolkewitz beerdigt wurde.

## Veröffentlichungen
- Die Ablenkung, das Element der indirekten Kombination. Riemann, Coburg 1917
- Die Vorläufer des Römischen Problems. In: Schachkongreß Teplitz-Schönau im Oktober 1922, Teplitz-Schönau 1923.
- Mitteldeutsche Schachturniere 1923. de Gruyter, Berlin/Leipzig 1924
- mit Heinrich Klein: Die Bedeutung des Schachs. de Gruyter, Berlin/Leipzig 1924
- Schachschule für Anfänger. de Gruyter, Berlin/Leipzig 1925
- mit Georg Wiarda: Am sprudelnden Schachquell. Band 1: Festschrift des Dresdner Schachvereins 1876–1926. Band 2: Jubiläums-Schachkongress zu Dresden 1926, de Gruyter, Berlin/Leipzig 1926
- Ergänzungen zum Kompositionswerk von John Brown. Berlin 1931

## Weblink
- Einige Kompositionen von Friedrich Palitzsch auf dem PDB-Server

| Personendaten    | Personendaten               |
| ---------------- | --------------------------- |
| NAME             | Palitzsch, Friedrich        |
| ALTERNATIVNAMEN  | Palitzsch, Friedrich Martin |
| KURZBESCHREIBUNG | deutscher Schachkomponist   |
| GEBURTSDATUM     | 25. Oktober 1889            |
| GEBURTSORT       | Dresden                     |
| STERBEDATUM      | 2. April 1932               |
| STERBEORT        | Dresden                     |